# Großsteingrab Vejleby Marker 5
Das Großsteingrab Vejleby Marker 5 (auch Vejleby Marker Langdysse) ist eine megalithische Grabanlage der jungsteinzeitlichen Nordgruppe der Trichterbecherkultur im Kirchspiel Ferslev in der dänischen Kommune Frederikssund.

## Lage
Das Grab liegt nördlich von Krusegård auf einer Wiese. In der näheren Umgebung gibt bzw. gab es zahlreiche weitere megalithische Grabanlagen.

## Forschungsgeschichte
Die Anlage wurde 1809 unter Schutz gestellt. In den Jahren 1873 und 1942 führten Mitarbeiter des Dänischen Nationalmuseums Dokumentationen der Fundstelle durch. Eine weitere Dokumentation erfolgte 1989 durch Mitarbeiter der Forst- und Naturbehörde.

## Beschreibung
Die Anlage besitzt eine rechteckige Hügelschüttung, zu deren Orientierung und Maßen leicht unterschiedliche Angaben vorliegen. Der Bericht von 1873 nennt einen nordnordwest-südsüdöstlich orientierten Hügel mit einer Länge von 20 m, einer Breite von etwa 6,5 m und einer Höhe von 1,5 m. Der Bericht von 1842 nennt hingegen einen nordwest-südöstlich orientierten Hügel mit einer Länge von 22 m, einer Breite von etwa 8 m und einer Höhe von 1,5 m. Von der Umfassung waren 1873 noch 26 Steine erhalten. An der südwestlichen Langseite waren elf erhalten, davon zwei umgefallene und ein gesprengter. An der nordöstlichen Langseite standen zehn Steine, davon ein gesprengter. An der nordwestlichen Schmalseite standen zwei von ursprünglich wohl drei Steinen. An der südöstlichen Schmalseite stand der mittlere Stein noch unbeschädigt, während dem zweiten die Spitze fehlte und der dritte gesprengt dalag. 1942 waren nur noch 22 Umfassungssteine erhalten: acht im Südwesten, zehn im Nordosten und jeweils zwei im Nordwesten und Südosten. Die Grabkammer befindet sich etwa 7 m vom südöstlichen Ende des Hügels entfernt. Es ist nur ein Wandstein erhalten. Die genaue Form der Kammer ist ohne nähere Untersuchung nicht zu bestimmen.